# Empire (album Queensrÿche)
Empire – album grupy Queensrÿche wydany w 1990 roku. 

## Lista utworów
1. "Best I Can" (DeGarmo) – 5:34
2. "The Thin Line" - (DeGarmo, Tate, Wilton) – 5:42
3. "Jet City Woman" (DeGarmo, Tate) – 5:21
4. "Della Brown" (DeGarmo, Rockenfield, Tate) – 7:04
5. "Another Rainy Night (Without You)" (DeGarmo, Jackson, Tate) – 4:29
6. "Empire" (Tate, Wilton) – 5:24
7. "Resistance" (Tate, Wilton) – 4:50
8. "Silent Lucidity" (DeGarmo) – 5:47
9. "Hand on Heart" (DeGarmo, Tate, Wilton) – 5:33
10. "One and Only" (DeGarmo, Wilton) – 5:54
11. "Anybody Listening?" (DeGarmo, Tate) – 7:41 (w wersji zremasterowanej 7:59)

W 2003 roku ukazała się zremasterowana wersja albumu z dodatkowymi utworami:
1. "Last Time in Paris" (DeGarmo, Tate) - 3:57
2. "Scarborough Fair" - 3:50
3. "Dirty Lil Secret" - 4:09

## Twórcy
- Michael Wilton - gitara, śpiew
- Chris DeGarmo - gitara elektryczna, gitara akustyczna, gitara dwunastostrunowa, instrumenty klawiszowe, śpiew
- Geoff Tate - śpiew, instrumenty klawiszowe
- Eddie Jackson - gitara basowa, śpiew
- Scott Rockenfield - perkusja
- Michael Kamen - aranżacje orkiestry
- Peter Collins - produkcja muzyczna
- James Barton - inżynieria dźwięku
- Paul Northfield - inżynieria dźwięku